# Ludbreški Ivanac
Ludbreški Ivanac – wieś w Chorwacji, w żupanii kopriwnicko-kriżewczyńskiej, w gminie Rasinja. W 2011 roku liczyła 62 mieszkańców.